# Deftones
Deftones es una banda estadounidense de metal alternativo formada en Sacramento, California, en el año 1988. Son considerados los pioneros del género nu metal junto con Korn. Sus integrantes son Chino Moreno (vocalista), Stephen Carpenter (guitarrista), Abe Cunningham (baterista), y Frank Delgado (samplers). El bajista original de la banda era Chi Cheng, quien quedó en coma después de un accidente en 2008 y murió en 2013. Desde su formación, la banda ha lanzado nueve álbumes de estudio, dos EP, un álbum recopilatorio y veintitrés sencillos, además de un box set que incluye todos sus álbumes. La banda cuenta con un disco de oro y tres discos de platino.
La banda lanzó su primer álbum de estudio, Adrenaline, en 1995 mediante Maverick Records, y debutó en el puesto 23 de la lista del Billboard Top Heatseekers. Around the Fur, su segundo álbum de estudio, también entró en las listas estadounidenses y británicas, por primera vez. En el álbum se incluyó el sencillo "My Own Summer (Shove It)", que apareció también en la banda sonora original de The Matrix en 1999. Su tercer álbum, White Pony, continuó con la exitosa línea comercial y crítica con el tercer puesto en las listas estadounidenses. Posteriormente al lanzamiento del álbum, Maverick Records comercializó un sencillo titulado "Back to School (Mini Maggit)", que era una reinterpretación con influencias rap de la pista que cerraba White Pony, "Pink Maggit", y lo incluyó en una reedición del álbum.
El álbum homónimo Deftones fue lanzado en 2003 y en 2006 la banda californiana lanzó su quinto álbum de estudio, Saturday Night Wrist, que alcanzó el décimo puesto de las listas estadounidenses. El sexto álbum de Deftones, Diamond Eyes, fue publicado el 4 de mayo de 2010.
El séptimo álbum de estudio de la banda, Koi No Yokan, se anunció en septiembre de 2012, pero no salió a la venta hasta 2013 debido a la muerte de Chi Cheng, que había pasado varios años en coma, teniendo como primer sencillo la canción "Leathers".

## Historia

### Orígenes (1988–1994)
El grupo se formó en Sacramento en 1988 cuando los estudiantes de secundaria Stephen Carpenter, Abraham Cunningham y Camilo "Chino" Moreno empezaron a tocar juntos. Cuando Carpenter tenía 15 años de edad, fue atropellado por un coche mientras practicaba skateboarding. Esto lo dejó confinado a una silla de ruedas durante varios meses. Fue en este punto que empezó a tocar la guitarra, escuchando a bandas como Anthrax, Stormtroopers of Death y Metallica. Se ha informado que el conductor pagó a Carpenter una liquidación en efectivo que permitió a la banda la compra de equipo, pero el baterista Abe Cunningham comentó en una entrevista que este era "un mito acerca de cómo se inició nuestra banda". Entonces, Deftones empezó a tocar en locales. Después de probar con unos cuantos bajistas, encontraron a Chi Cheng. Aunque el grupo al principio se basaban mucho en el heavy metal, a principios de los 90 llevaron su sonido un poco más lejos inspirados en bandas como Duran Duran, The Cure etc. Una demo de 13 canciones llamada (Like) Linus, es lo único que tenían antes de firmar con la discográfica Maverick Records.
Deftones fue nombrado así por Carpenter, quien tomó dos inspiraciones. El “def” proviene de un slang utilizado en la escena hip hop durante los 80, cuya traducción literal sería “muy bueno”. Durante mucho tiempo se creía que fue por el amor hacia los raperos del sello Def Jam de Rick Rubin, pero esto es falso. Para el sufijo “tones”, el guitarrista se fue hasta los 50 para imitar la tendencia de actos como The Monotones, The Cleftones o The Deltones.

### Adrenaline(1994–1996)
La preproducción del primer trabajo propio de Deftones, comenzó en el otoño de 1994. El productor elegido para dirigir las sesiones fue Terry Date, quien en ese momento era bien conocido por haber producido álbumes para Pantera, White Zombie, y Soundgarden. Date aportó varias ideas para mejorar la estructura sonora. La banda adoptó su estilo y lo tuvo como productor para sus siguientes tres discos.
Adrenaline fue realizado el 3 de octubre de 1995. El disco no fue un éxito inmediato, así que la banda se hizo una base de fanes tocando en pequeños locales o como teloneros de grupos como Ozzy Osbourne, L7. Cuando las ventas de Adrenaline estaban llegando a las 200.000 copias, los fanes ya esperaban su segundo disco, Around The Fur, que salió a la venta en octubre de 1997.
Una crítica de Adrenaline remarcaba a Cunningham como un "baterista sorprendentemente sofisticado" y agregaba que "a diferencia de muchos de sus contemporáneos, los Deftones son muy controlados inclusive en medio del caos"

### Around the Fur(1997–1999)
Around the Fur nuevamente contó con la producción de Terry Date y fue grabado en el Studio X de Seattle. Lanzado el 28 de octubre de 1997, el álbum ingresó en el top 30 de la lista Billboard 200. Contó con la colaboración del cantante Max Cavalera (fundador y líder de Sepultura) en Headup, un tributo a su hijastro fallecido Dana Wells. La canción inspiró a Cavalera para crear Soulfly, una banda dedicada a Wells. Otra colaboración en el álbum fue la de Annalynn, la esposa de Cunningham, quien hizo los coros femeninos en "Mx". "My Own Summer (Shove It)" y "Be Quiet and Drive (Far Away)" fueron éxitos en el circuito alternativo. Dos años más tarde, "My Own Summer (Shove It)" fue elegido para formar parte de la banda de sonido de The Matrix.
En 1999, se convirtió en disco de oro tras vender 500.000 copias en los Estados Unidos. En septiembre de 2004 el disco llevaba vendidas 872.006 copias.

### White Pony(2000–2002)
El 20 de junio de 2000, la banda lanza su tercer álbum de estudio, White Pony. Al igual que los dos discos anteriores fue producido por Terry Date, pero esta vez en el estudio propio de la banda en Sausalito, California. Debutó como n.º 3 en la lista de Billboard de Estados Unidos, vendiendo 177.000 copias. Es visto como el disco más maduro realizado por la banda, comentando que apostaron por una vibra midtempo, además de la dicotomía entre voces angelicales con imaginería hardcore. Los hits incluidos fueron "Change (In the House of Flies)" y "Digital Bath." Delgado se convirtió en miembro oficial de la banda haciendo importantes contribuciones para la creación de la atmósfera del álbum. Las críticas fueron sorprendentemente positivas, elogiando la sofisticación de Moreno como liricista y la capacidad experimentativa del grupo: el frágil "Teenager," por ejemplo, incorporó elementos del glitch y del trip hop, con programaciones aportadas por DJ Crook, amigo y compañero del proyecto paralelo de Moreno conocido como Team Sleep ("Teenager" fue originalmente una canción de Team Sleep). Maynard James Keenan, cantante de Tool y A Perfect Circle, participa en "Passenger," y Rodleen Getsic hace la segunda voz en "Knife Party".
Una edición limitada de 50.000 copias impresas en rojo y negro fueron lanzadas con el bonus track "The Boy's Republic." La banda regrabó "Back To School (Mini Maggit)," una versión alternativa cercana al rap-metal de la canción "Pink Maggit,". La canción fue ubicada esta vez como introducción del disco, el cual fue relanzado en 3 de octubre de 2000.
Con esto la banda expresaba su resentimiento con Maverick por la constante falta de fe del sello en su arte. Moreno ha dicho que odia esa canción y que accedió a grabarla para demostrarle a su sello cuan estúpidamente fácil es escribir un éxito.
White Pony alcanzó el estatus de multiplatino, así como un Grammy en 2001 en la categoría mejor interpretación de metal por "Elite". Ha vendido más de un millón de copias.
En entrevistas, Moreno ha dicho que las letras fueron deliberadamente mal-impresas (censuradas) para enmascarar ciertas vulgaridades. Por ejemplo, al comienzo de "Feiticeira", la letra escrita dice "Stop I'm drunk" cuando se escucha que Chino claramente canta "Fuck I'm drunk." En la canción "Street Carp," se puede leer "Now take it home and have fun with it", cuando de hecho Moreno canta "Now take it home and fuck with it." Similarmente, en "Change (In the House of Flies)," en el libro se lee "Give you the lung, blow me away," cuando de hecho se canta "Give you the gun, blow me away".

### Deftones- Auto-titulado (2003–2005)
Deftones fue lanzado el 20 de mayo de 2003. Vendió 167.000 copias en su primera semana y permaneció en el top 100 de la Billboard por 9 semanas de la mano de su primer sencillo "Minerva". Luego, la banda filmó un vídeo para su segundo sencillo "Hexagram", con sus fanes viéndolos tocar en un skatepark en Simi Valley, California. La banda hizo un video para la canción "Bloody Cape", pero no fue lanzado para la televisión y solo estuvo disponible en el sitio de la banda por un día. Actualmente se lo puede encontrar en el DVD incluido en el B-Sides & Rarities y en Youtube.
El álbum presenta un carácter más pesado y agresivo que su predecesor White Pony, esto de acuerdo con los miembros de la banda fue debido a las presiones profesionales y a los problemas personales por los que varios miembros de la banda estaban pasando. Adicionalmente, para este disco, Delgado toca el sintetizador, teclado y el sampler en lugar de sus tornamesas. Este es el segundo disco en el que Chino Moreno es acreditado como guitarrista de la banda.
En 2004 participaron en el MTV Icon de The Cure interpretando "If Only Tonight We Could Sleep".
B-Sides & Rarities fue lanzado en 4 de octubre de 2005. El recopilatorio incluye varias "caras-B" y versiones de artistas como Jawbox, Cocteau Twins, Lynyrd Skynyrd, Helmet, Sade, The Cure, The Smiths y Duran Duran, mientras que el DVD contiene un "detrás de cámaras" de todos los vídeos que realizó la banda.

### Saturday Night Wrist(2006–2007)
El álbum de la banda titulado Saturday Night Wrist, fue lanzado en 31 de octubre de 2006. Debutó en el puesto número 10 de la lista de éxitos Billboard de Estados Unidos alcanzando ventas de solo 76.000 copias, una disminución significativa en relación con sus dos lanzamientos previos.
La banda comenzó a componer después de terminar su gira de 2003 y luego de intentar trabajar en su estudio durante un tiempo. Alquilaron la casa de Malibu donde Incubus grabó Morning View. Allí grabaron varios demos, y tras entrevistarse con varios productores, optaron por grabar con Bob Ezrin en Connecticut en lugar de trabajar con su productor de tantos años Terry Date.
Pese a que muchas sesiones de grabación resultaron innovadoras, nuevamente se encontraron estancados. Las sesiones se prorrogaron más de lo esperado y tras cuatro meses debieron volver a Sacramento.
Finalmente, en abril la banda terminó la grabación del disco, esta vez con Shaun López como productor y participaciones de Annie Hardy de Giant Drag en la canción 'Pink Cell Phone' y Serj Tankian de System of a Down en la canción 'Mein.'
El primer sencillo del álbum fue «Hole in the Earth» y su vídeo fue dirigido por Brian Lazzaro.

### Erosy accidente de Cheng (2008–2009)
Eros suponía ser la sexta producción musical de Deftones, con fecha de lanzamiento tentativa para octubre de 2009. En palabras de Moreno, sería similar a White Pony, según en una entrevista con la agrupación Deftones. La grabación del álbum fue paralizada a causa de un grave accidente de tráfico sufrido por su bajista Chi Cheng en noviembre de 2008 en Santa Clara, California, dejando al bajista en coma. El 23 de junio de este año, la banda comunicó oficialmente en su sitio web que Eros sería retrasado indefinidamente, según declararon "... mientras terminábamos Eros, nos dimos cuenta que este álbum no representa lo que somos actualmente como personas y músicos. Y aunque estas canciones verán la luz algún día, colectivamente decidimos que debemos tomar una nueva perspectiva, y con la condición de Chi en nuestras mentes mientras lo hacemos. Necesitábamos regresar al estudio para hacer lo que sentimos está bien artísticamente". También declararon que el retraso de Eros no tiene nada que ver con la condición actual de Chi, y que fue una decisión unánime de la banda.
A finales de enero de 2009, la banda lanzó un comunicado que declaraba que "nuestro querido compañero no ha hecho demasiados progresos", y que el amigo de la banda, Sergio Vega (antiguo miembro de Quicksand) ocuparía el bajo durante la ausencia de Cheng, como ya lo hizo temporalmente en 1998. El 5 de abril de 2009, la banda dio su primer concierto sin Cheng (desde 1998) en el Bamboozle Left Festival de Irvine, California. En mayo de 2009 se conoció que Chi Cheng dejaba los cuidados intensivos.
Los músicos de Korn, Brian "Head" Welch y Reginald "Fieldy" Arvizu, junto con los miembros de Sevendust y Slipknot, grabaron y lanzaron una canción instrumental en honor a Cheng, cuyos beneficios fueron a parar al propio bajista y su familia. La canción fue titulada "A Song for Chi".
La banda anunció dos fechas de multi-conciertos para seguir colaborando con la fundación y la familia de Cheng, que se celebraron en Los Ángeles, California, los días 19 y 20 de noviembre de 2009. El primer día de conciertos tocaron P.O.D., Far y Cypress Hill. También, los propios Deftones ofrecieron su propio concierto, que incluyó colaboraciones de amigos entre los que se incluyeron Tommy Lee, Mark McGrath de Sugar Ray, Greg Puciato de The Dillinger Escape Plan, Mike Shinoda de Linkin Park, Xzibit, miembros de Cypress Hill, Far, Incubus, Phallucy y Team Sleep. Rodleen Getsic, que colaboró con la banda en el sencillo "Knife Party" de White Pony, actuó con la banda interpretando esa misma canción. El segundo día de conciertos contó con la participación de Puciato, los miembros de Suicidal Tendencies Mike Muir y Mike Clark, Rob Trujillo, Rocky George, Dave Lombardo de Slayer, Alexi Laiho de Children of Bodom, y los miembros de System of a Down Daron Malakian, John Dolmayan y Shavo Odadjian.

### Diamond Eyes(2010–2011)
Diamond Eyes es la sexta producción musical de Deftones cuya fecha de lanzamiento corresponde al 4 de mayo de 2010. La banda reemplazó temporalmente al bajista Chi Cheng por Sergio Vega, músico que estuvo colaborando en una ocasión anterior. El primer sencillo, que lleva por nombre "Rocket Skates", fue lanzado el 23 de febrero de 2010 y estuvo disponible durante 24 horas para su descarga gratuita a través del sitio oficial. El segundo sencillo "Diamond Eyes" fue lanzado el 5 de abril de 2010, el día 19 del mismo mes publicaron su videoclip a través de su sitio oficial.

### Koi No Yokany muerte de Cheng (2012-2013)
El 29 de marzo de 2012, se publicó una entrevista con Stephen Carpenter en el canal de ESP Guitars en YouTube. En ella, Carpenter hablaba de su cambio a guitarras de siete y de ocho cuerdas. Al final, decía: "Musicalmente, mi banda y yo, Deftones, estamos trabajando en un nuevo disco y esperamos tenerlo terminado para mediados de 2012, y cuando el nuevo disco esté hecho vamos a empezar otro ciclo de giras y salir ahí a tocar nuestro material para aquellos que estén interesados". El 30 de marzo del 2012, en una entrevista con La Tercera, dijo que los Deftones habían terminado la escritura y preproducción de su séptimo álbum de estudio. También afirma que van a entrar en el estudio el 9 de julio para iniciar la grabación, en espera de una fecha de lanzamiento en otoño. "Suena futurista, en comparación con nuestro último álbum, Diamond Eyes, por lo que se siente como un paso adelante", dice Chino: "Sé que todo el mundo dice esto, pero creo que es el mejor disco que hemos grabado". En cuanto a la salud de Chi, el Chino dice: "Cada día es diferente y él continúa luchando. Han pasado tres años, y está haciendo avances pequeños, pero todavía no puede hablar o comunicarse. A veces se pueden seguir algunas instrucciones breves para levantar una pierna o apretar una mano, por lo que deseamos lo mejor y mantener la esperanza. Sin embargo, ningún médico puede decirnos cuándo va a despertar. Todo lo que podemos hacer es mantener la esperanza".
El 30 de agosto de 2012, la banda anunció a través de Facebook el título de su próximo álbum de estudio (el séptimo) Koi No Yokan, junto con una gira con Scars on Broadway, a partir del 9 de octubre en Ventura, California. El 19 de septiembre de 2012, la banda lanzó su primer sencillo de Koi No Yokan, "Leathers", a través de su web oficial para su descarga gratuita, y anunció la lista de canciones para el álbum. Koi No Yokan fue lanzado el 13 de noviembre de 2012 por Reprise Records. El cantante Chino Moreno caracterizó al álbum como "dinámico" con una gama completa de sonido, y señaló que se hicieron más contribuciones para el álbum por parte del bajista Sergio Vega en comparación con su anterior disco, Diamond Eyes.
El 13 de abril de 2013, a pesar de una recuperación parcial y después de haber vuelto a casa, Chi Cheng murió en un hospital en su ciudad natal de Sacramento, California, después de que su corazón se detuviera de repente, casi cuatro años y medio después de su accidente de 2008 que lo dejó en un estado de coma.

### Gore(2014-2017)
Ya en 2014, el grupo publicó fotos y confirmó que dentro de poco lanzarían el que sería su octavo álbum de estudio, aunque de momento el trabajo era instrumental debido a que Chino estaba de gira con su proyecto Crosses y no había podido trabajar con el grupo en el proceso de grabación.
El 13 de abril de 2014 el cantante Chino Moreno reveló a través de su canal de Youtube una canción que podría pertenecer al álbum Eros llamada Smile, dedicada al fallecido Chi Cheng tras un año de su muerte, considerada como una de las últimas grabaciones con el bajista.
El 13 de noviembre de 2015 Deftones salieron ilesos de los atentados yihadistas ocurridos en París. Algunos miembros y personal de gira de la banda acababan de abandonar la sala Bataclan —adonde habían acudido a saludar a los músicos de Eagles of Death Metal, que tocaban esa noche en el lugar— unos quince minutos antes del ataque terrorista perpetrado allí, pudiendo refugiarse en su hotel. Debido a estos hechos, se vieron obligados a cancelar los conciertos que tenían planeado ofrecer durante las tres noches siguientes en el mismo recinto, así como el resto de su gira europea.
El 27 de enero de 2016, la banda confirmó el título del álbum como Gore en un video publicado en su página web. Se lanzó el 8 de abril de ese año a través de Reprise Records, y cuyo primer sencillo se titula «Prayers/Triangles». El disco alcanzó el puesto número dos en la lista de ventas Billboard 200, el más alto logrado nunca por Deftones junto con su trabajo homónimo de 2003.

### Ohmsy partida de Vega (2017-2023)
En 2017, Chino continuó afirmando que la banda iría en una dirección diferente a la que habían tenido en Gore y que daría un paso atrás en la dirección de la composición de canciones para permitir que Stephen Carpenter y Abe Cunningham se involucraran más en el material de la banda. En mayo de 2018, se le preguntó nuevamente a Moreno sobre el nuevo material y dijo que las canciones eran "considerablemente más pesadas" que las de Gore. Ese mismo mes, Deftones se embarcó en una gira por Sudamérica con el apoyo de Quicksand y Deadly Apples.
En abril de 2020, Deftones anunció que estaban mezclando su nuevo álbum. Durante las sesiones de grabación, que supuestamente tuvieron lugar en Los Ángeles, la banda se reunió con Terry Date como productor del álbum, lo que supuso la primera vez que Deftones trabajaba con él desde el álbum inédito Eros en 2008.
El 19 de agosto de 2020, la banda adelantó la fecha de lanzamiento y el título de su próximo noveno álbum de estudio. Un día después, la banda anunció oficialmente el título del álbum, Ohms, que se publicaría el 25 de septiembre de 2020. Al mismo tiempo, la banda reveló el álbum en sí, la portada del álbum, la lista de canciones y la fecha de lanzamiento. La canción que da título al disco sirve como primer sencillo y salió publicada el 21 de agosto. El mismo día de su salida, el nuevo trabajo se colocó en el primer puesto de ventas de la plataforma iTunes en Estados Unidos; también alcanzó la quinta posición en el Billboard 200 en su semana de debut, convirtiéndose Ohms en el cuarto disco del grupo en alcanzar el top five de esta lista de éxitos norteamericana.
En marzo de 2022, se anunció que el bajista Sergio Vega dejó la banda a principios de 2021, y Vega afirmó que nunca fue un miembro oficial de la banda y que solo fue un bajista contratado durante su mandato. Un mes después se conocía que Fred Sablan, exbajista entre otros de Marilyn Manson, ocupaba el puesto de Vega en Deftones. Sablan debutó en vivo con su nueva banda el 14 de abril en Portland coincidiendo con el inicio de la gira americana de presentación de Ohms, en la que también aparecía como músico invitado en algunos temas un guitarrista no oficial que ha sido identificado como Lance Jackman (exmiembro de Will Haven).

### Private Music(2023-presente)
El 12 de abril de 2024 Chino Moreno anunció a través de la emisora KROQ que todas las pistas del nuevo álbum de la banda ya están grabadas y asegura que este álbum tiene sonido "muy vigoroso". El 25 de febrero de 2025 Deftones iniciaban en Portland una nueva gira por estadios de los Estados Unidos, con The Mars Volta y Fleshwater como artistas invitados en diversas fechas.
El 10 de julio de 2025, anunciaron su décimo álbum de estudio, Private Music. El sencillo, «My Mind Is a Mountain», se lanzó ese mismo día.

## Influencias y estilo musical

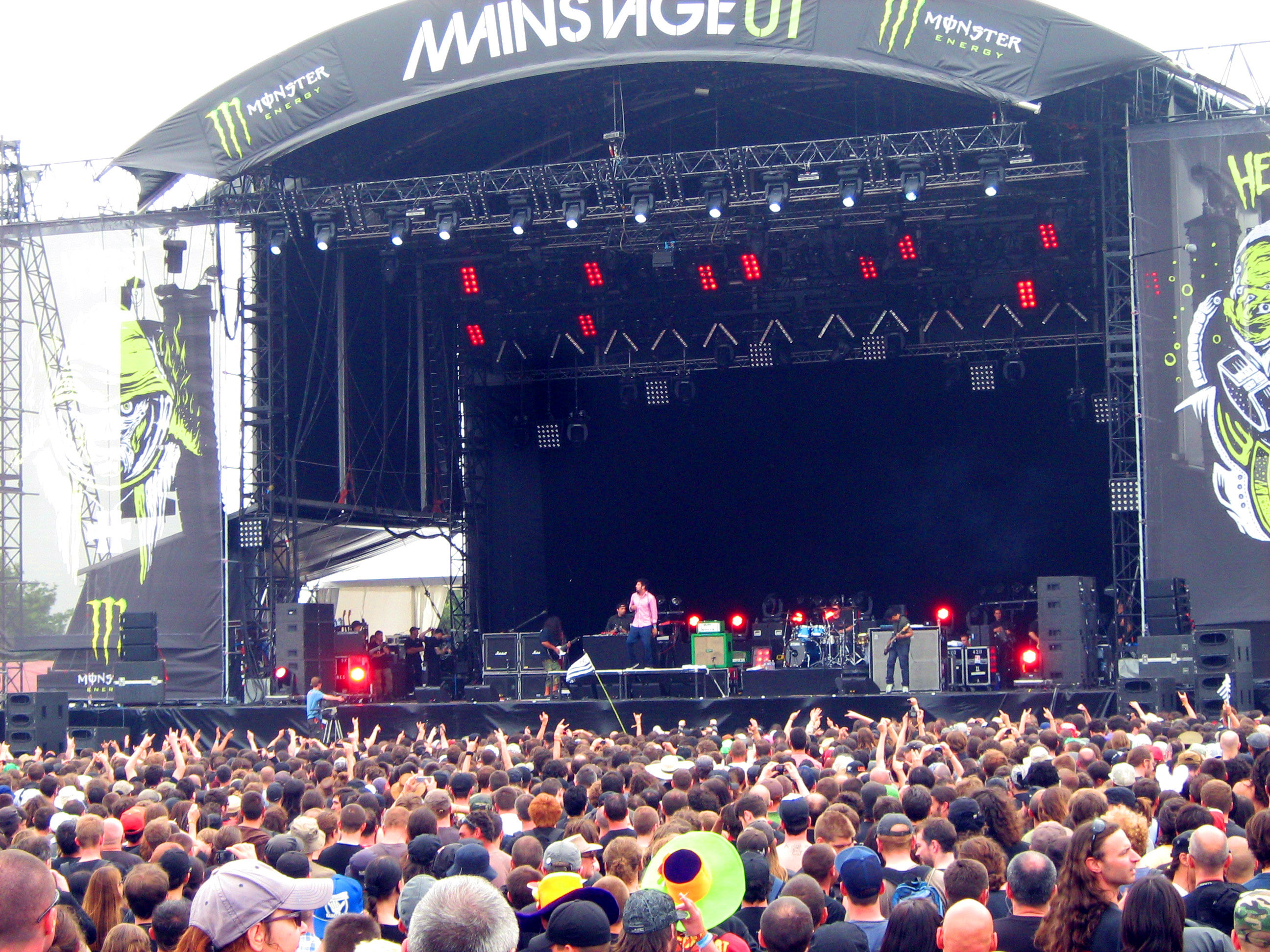
Deftones en Hellfest 2010.

Entre las influencias de Moreno están The Smiths, The Cure, Weezer, Faith No More, Black Sabbath, Bad Brains, Tool, Rage Against the Machine, Jane's Addiction, Helmet, Fugazi, Jawbox, Soundgarden, Alice In Chains, Pantera, Ice Cube, Sade, Cocteau Twins, my bloody valentine, OMD, The Human League, Meshuggah, Thompson Twins, Hum, Shudder to Think, Afrika Bambaataa, Depeche Mode, y Duran Duran.
Para Ohms, Chino Moreno escuchó mucho a David Bowie, Simple Minds, New Order, Harold Budd, Santana, Deerhunter, Deltron 3030 y Doja Cat.
El género musical al que corresponde Deftones es otro de los puntos más discutidos. Siendo su sonido descrito como metal alternativo, art rock, metal experimental, nu metal, rock alternativo, post-hardcore, drone, rock progresivo y metal progresivo, además de shoegaze, post-rock y post-metal, por último dream pop, trip hop,rock psicodélico, y rap metal.
Deftones ha sido una de las bandas más influyentes en el metal actual, siendo citados como influencia e inspiración por innumerables artistas como The Weeknd, Michael Bublé, Dance Gavin Dance, Thursday, Fighstar, Muse, CHVRCHES, Linkin Park, Carajo, The Word Alive, Bad Omens, Architects, Karnivool, Glassjaw, Every Time I Die, Spiritbox, Loathe, Seether, Sleep Waker, Lotus Eater, Will Haven, Deafheaven, Suicide Silence, Whitechapel, Chelsea Grin, Miss May I o Wristmeetrazor.

## Miembros
| Miembros actuales - Chino Moreno – voces (1988–presente); guitarra rítmica (1999–presente) - Stephen Carpenter – guitarra principal, teclados (1988–presente) - Abe Cunningham – batería (1988–1990, 1993–presente) - Frank Delgado – teclados, samples, tocadiscos, programación (1997–presente) - Fred Sablan – bajo (2022–presente; miembro de apoyo) - Lance Jackman – guitarras, coros (2022–presente; miembro de apoyo) | Miembros anteriores - Dominic Garcia – bajo (1988–1990); batería (1990–1991) - John Taylor – batería (1991–1993) - Chi Cheng – bajo, coros (1991–2008, fallecido en 2013) - Sergio Vega – bajo, coros (1998, 2009–2021; miembro de apoyo) - Mark Valencia – guitarras (2022; miembro de apoyo, en sustitución de Stephen Carpenter para los conciertos fuera de Estados Unidos) - Shaun Lopez - guitarras (2024; miembro de apoyo, en sustitución de Stephen Carpenter para los conciertos fuera de Estados Unidos) |

## Discografía
Álbumes de estudio
| Año  | Título               | Sello discográfico                    |
| ---- | -------------------- | ------------------------------------- |
| 1995 | Adrenaline           | Maverick Records Warner Bros. Records |
| 1997 | Around the Fur       | Maverick Records Warner Bros. Records |
| 2000 | White Pony           | Maverick Records Warner Bros. Records |
| 2003 | Deftones             | Maverick Records Warner Bros. Records |
| 2006 | Saturday Night Wrist | Maverick Records Warner Bros. Records |
| 2010 | Diamond Eyes         | Warner Bros. Records Reprise Records  |
| 2012 | Koi No Yokan         | Warner Bros. Records Reprise Records  |
| 2016 | Gore                 | Warner Bros. Records Reprise Records  |
| 2020 | Ohms                 | Warner Bros. Records Reprise Records  |
| 2025 | Private Music        | Warner Bros. Records Reprise Records  |

EPs y rarezas:
- Like Linus - 1993
- B-Sides & Rarities - 2005

## Proyectos paralelos
Deftones también trabaja en proyectos paralelos a la banda. Es así como el vocalista Chino Moreno era vocalista y guitarrista en el grupo experimental Team Sleep, donde mostró otra cara de lo que hacía como voz en Deftones.
También en el año 2011, comienza con otro proyecto de música experimental llamado ††† (Crosses), con el cual hasta el día de la fecha ha lanzado 2 EP
Así como Chino, también Abe tiene su banda, llamada Phallucy. Stephen por su lado conforma, con B-Real (de Cypress Hill), Raymond Herrera y Christian Olde-Wolbers (de Fear Factory y Kush).
Chi Cheng también hizo lo mismo pero en solitario, y lanzó en junio del año 2000 "The Bamboo Parachute", y por último DJ Frank Delgado conforma el grupo Decibel Devils, junto a los DJ's Crook, Julez y Matt D.
EL 25 de junio de 2013 Chino Moreno y los exintegrantes de la banda de post-metal Isis (Jeff Caxide, Aaron Harris, Bryant Clifford Meyer), lanzaron el disco "Palms", mismo nombre que lleva la banda. El disco fue auto-grabado y auto-producido por los miembros de la banda. En julio del 2013, Palms realizó cuatro shows en California en apoyo de su álbum debut.